# Jean Leflon
Jean Leflon (Vouziers, 9 maggio 1893 – Foix, 18 settembre 1979) è stato un presbitero e storico francese.

## Biografia
Divenne sacerdote dopo la guerra del 1914-1918, mentre studiava alla Sorbona e all'Istituto cattolico di Parigi. Favorendo l'insegnamento e il lavoro storico, fu successivamente professore nel seminario minore di Reims nel 1920, superiore dell'istituzione di Sainte-Macre de Fismes nel 1930, poi parroco della parrocchia di Saint-Nicaise a Reims nel 1935 mentre insegnava la storia della musica al conservatorio di Reims dal 1941 al 1943. Nel 1943, divenne professore di storia presso l'Istituto Cattolico di Parigi nel 1943.
Uomo di studi con una spiccata predilezione per le scienze, era interessato alla vita di Gerbert d'Aurillac e Eugène de Mazenod e alla Rivoluzione francese. Nel 1956 divenne ricercatore presso il CNRS, poi direttore della ricerca nel 1960. Fu eletto membro dell'Accademia di scienze morali e politiche nel 1966.
Il Monsignor Jean Leflon è stato nominato cavaliere della Légion d'honneur.

## Pubblicazioni principali
- Étienne-Alexandre Bernier, évêque d'Orléans (1762-1806), Plon, 1938, OCLC 162539263.. Grand Prix Gobert
- Histoire de l'Église de Reims du ler au Ve siècle, Travaux de l'Académie de Reims, 152, 1941.
- Gerbert, Éditions de Fontenelle, Abbaye Saint Wandrille, 1945.
- Gerbert, humanisme et chrétienté au X siècle, Saint-Wandrille, Éditions de Fontenelle, 1946.
- Monsieur Émery (1732-1811), Paris, Bonne Presse, 1946. Prix Montyon en 1948.
- L'Église de France et la révolution de 1848, 1948.
- La Crise révolutionnaire 1789-1846, dans Histoire de l'Église (Fliche et Martin), t. XX,  1949.
- Nicolas Philbert, évêque constitutionnel des Ardennes, 1954.
- Eugène de Mazenod, évêque de Marseille, fondateur des Missionnaires oblats de Marie immaculée, 1782-1861, 1957. Prix Georges-Goyau en 1966.
- Pie VII : Des abbayes bénédictines à la Papauté, Plon, 1958.
- Le Mont Saint-Walfroy, 1960.
- « Un Pape romagnol : Pie VII » in Studi romagnoli, 16, 1965.